# 哈斯利峽谷 (加利福尼亞州)
哈斯利峽谷（英語：Hasley Canyon）是位於美國加利福尼亞州洛杉磯縣的一個人口普查指定地區。

## 地理
哈斯利峽谷的座標為34°28′54″N 118°40′00″W / 34.48167°N 118.66667°W，而該地最高點為海拔高度538米（即1765英尺）。

## 人口
根據2010年美國人口普查的數據，哈斯利峽谷的面積為14.869平方千米，當中陸地面積為14.866平方千米，而水域面積為0.003平方千米。當地共有人口1137人，而人口密度為每平方千米76人。